# Vesajärvi (sjö i Mellersta Österbotten)
Vesajärvi är en sjö i Finland. Den ligger i kommunen Karleby i landskapet Mellersta Österbotten, i den centrala delen av landet, 400 km norr om huvudstaden Helsingfors. Vesajärvi ligger 129,7 meter över havet. Arean är 80,3 hektar och strandlinjen är 5,24 kilometer lång. Sjön  ingår i Lesti å huvudavrinningsområde.   I omgivningarna runt Vesajärvi växer i huvudsak blandskog. Den sträcker sig 1,8 kilometer i nord-sydlig riktning, och 1,3 kilometer i öst-västlig riktning.